# Aussevielle
Aussevielle (okzitanisch: Aussavièla) ist eine französische Gemeinde des Départements Pyrénées-Atlantiques mit 1.235 Einwohnern (Stand: 1. Januar 2022) in der Region Nouvelle-Aquitaine (vor 2016: Aquitanien). Sie ist dem Kanton Artix et Pays de Soubestre (bis 2015: Kanton Lescar) und dem Arrondissement Pau zugeteilt. Die Einwohner werden Ausseviellois genannt.

## Geografie
Aussevielle liegt etwa elf Kilometer westnordwestlich von Pau. Der Fluss Ousse des Bois durchquert die Gemeinde. Umgeben wird Aussevielle von den Nachbargemeinden Denguin im Norden und Westen, Beyrie-en-Béarn im Nordosten, Poey-de-Lescar im Osten sowie Siros im Süden.
Durch die Gemeinde führen die Autoroute A64 und die frühere Route nationale 117.

## Bevölkerungsentwicklung
| Jahr                      | 1936 | 1946 | 1954 | 1962 | 1968 | 1975 | 1982 | 1990 | 1999 | 2006 | 2013 |
| ------------------------- | ---- | ---- | ---- | ---- | ---- | ---- | ---- | ---- | ---- | ---- | ---- |
| Einwohner                 | 107  | 78   | 82   | 99   | 126  | 185  | 258  | 406  | 479  | 660  | 778  |
| Quelle: Cassini und INSEE |      |      |      |      |      |      |      |      |      |      |      |

## Sehenswürdigkeiten

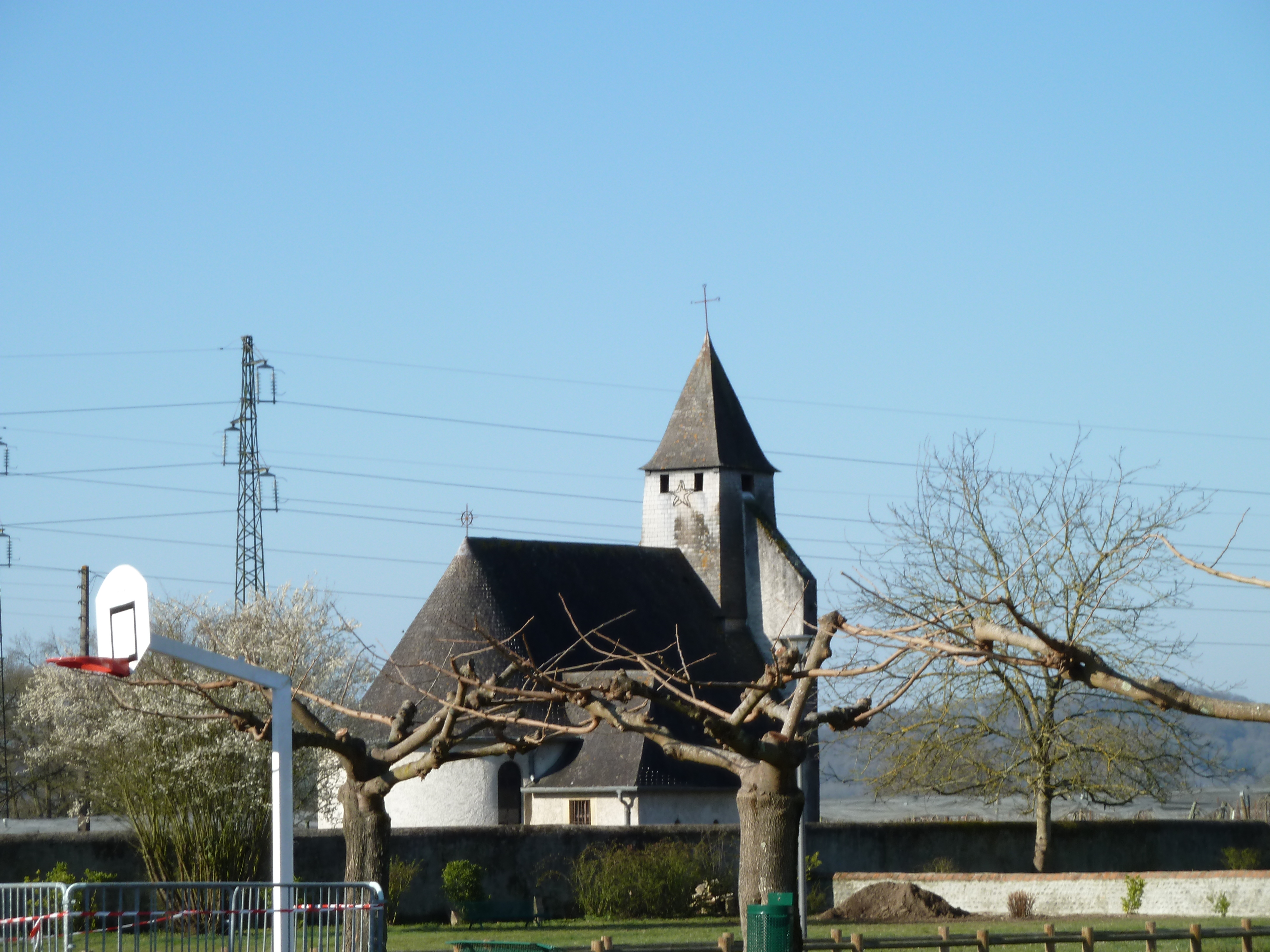
Kirche Saint-Jean-Baptiste

- Kirche Saint-Jean-Baptiste
- Rathaus, früheres Kloster